# Cytididae
Cytididae zijn een familie van mosdiertjes (Bryozoa) uit de orde van de Cyclostomatida.

## Geslachten
- Discocytis d'Orbigny, 1854
- Hypocytis Ortmann, 1890
- Infundibulipora Brood, 1972
- Supercytis d'Orbigny, 1854